# Lassaad Abdelli
Lassaad Abdelli (Mégrine, Túnez, 18 de septiembre de 1960) es un exfutbolista de Túnez que jugaba en la posición de delantero. Es el padre del también futbolista Youssef Abdelli.

## Carrera

### Club
| Periodo   | Club             |
| --------- | ---------------- |
| 1980-1986 | Club Africain    |
| 1986–1987 | K. Berchem Sport |
| 1987–1988 | Alemannia Aachen |
| 1988–1989 | RFC Seraing      |

### Selección nacional
Jugó para Túnez en 31 ocasiones de 1981 a 1989 y anotó cuatro goles; participó en la Copa Africana de Naciones 1982.

## Logros
- CLP-1 (1): 1980